# Sven-Simon-Preis
Der Sven-Simon-Preis ist eine Auszeichnung für das „beste Sportfoto“ des Jahres.
Benannt ist der Preis nach Axel Springer jr. (1941–1980), Sohn des Verlegers Axel Springer, der unter dem Pseudonym Sven Simon selbst als Fotograf internationale Anerkennung gefunden hatte. Der Journalist und ehemalige Chefredakteur der Welt am Sonntag war 1980 im Alter von 38 Jahren gestorben.
Zum Andenken an Simon stiftete die Welt am Sonntag den Sven-Simon-Preis, der 20 Jahre lang an Jugendliche verliehen wurde, die sich im Naturschutz engagierten. Seit 1999 wird die mit 10.000 Euro dotierte Auszeichnung für die besten Sportfotos des Jahres vergeben. Der Jury unter Vorsitz von Axel Sven Springer, dem Sohn von Axel Springer jr., gehören bekannte Sportler an, darunter Boris Becker, Franz Beckenbauer, Birgit Fischer, Bernhard Langer, Heiner Brand, Heike Drechsler, Franziska van Almsick, Katarina Witt und Rosi Mittermaier.
Nach der Verleihung des Preises werden die ausgezeichneten Fotos in der Berliner Axel-Springer-Passage ausgestellt.

## Preisträger
- 1999 – Stefan Hesse: Schwimmblase
- 2000 – Laci Perényi: Abgetaucht

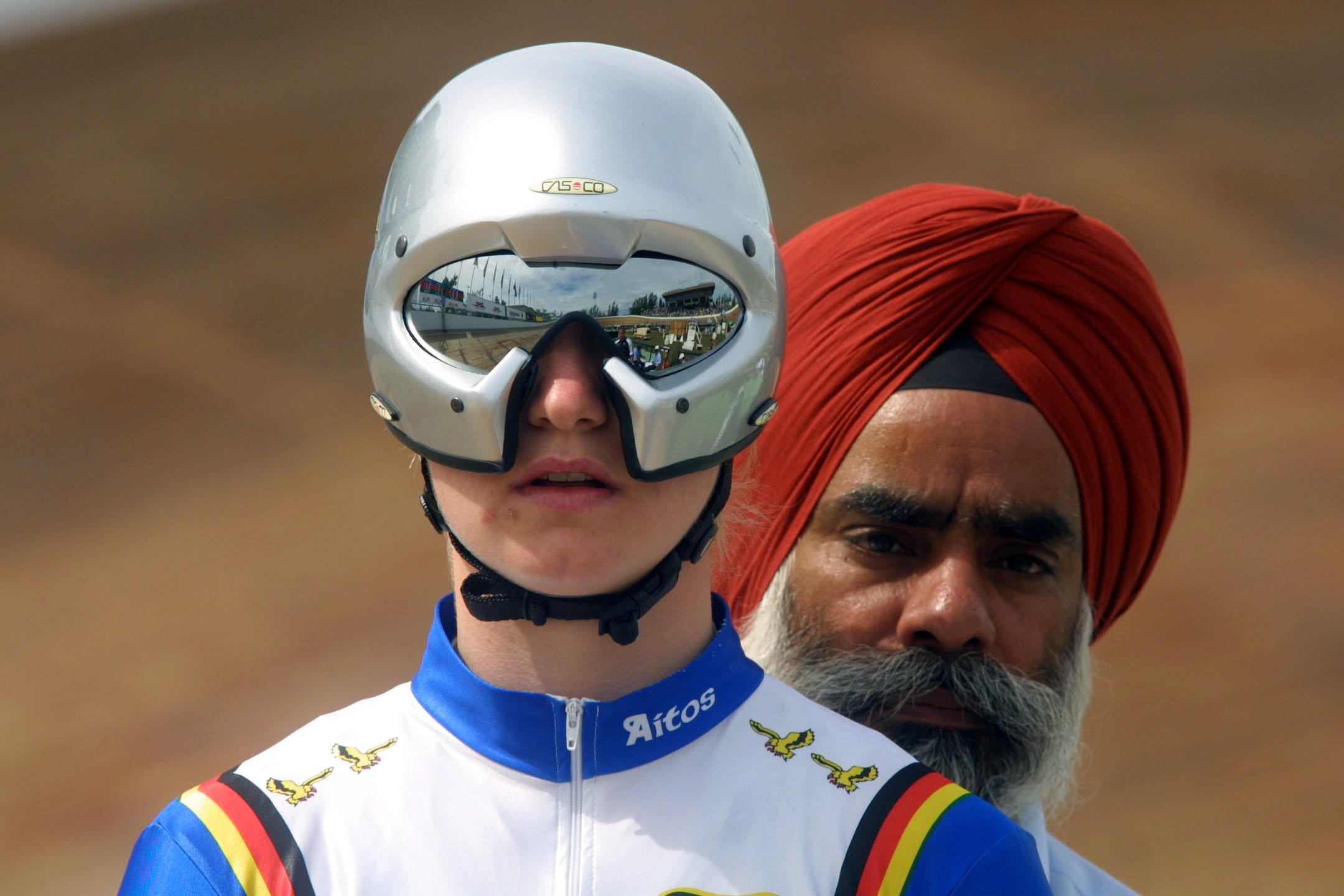
Sportfoto des Jahres 2001, von Hennes Roth

- 2001 – Hans-Alfred Roth: Helme (Bahnsprinterin Katrin Meinke mit turbantragendem Anschieber beim Bahnrad-Weltcup 2001 in Ipoh/Malaysia)
- 2002 – Gero Breloer: Edelfan
- 2003 – Lars Kaletta: Der Raketenmann
- 2004 – Jochen Lübke: Hanging Horse
- 2005 – Frank Sorge: Wasser
- 2006 – Dan Towers: Überleben (Der Schweizer Segler Bernhard Stamm im Sturm bei der Weltumsegelungsregatta Velux 5 Oceans)
- 2007 – Tom Körber: Surfer begegnet Robbe
- 2008 – Enno Friedrich: Sturz ins Glück (Vielseitigkeitsreiterin Alexa Bendfeld stürzt bei einem Wasserhindernis von ihrem Pferd El Greco)
- 2009 – Hans Rauchensteiner: Leuchtstab (Siebenkämpferin Hanna Kasjanowa während der Leichtathletik-WM in Berlin beim Speerwurf)
- 2010 – Markus Gilliar: Fußballnationalspieler (Thomas Müller schießt ein Tor bei der WM 2010)
- 2011 – Eberhard Thonfeld: Wasserkraftwerk (Kanuten beim Training)
- 2012 – Sebastian Widmann: Blinden-Fußball
- 2013 – Adam Pretty: Origiami (Synchronschwimmen)
- 2014 – Kai Pfaffenbach: Magic Touch (Siegtor von Mario Götze im Fußball-WM Finale 2014)
- 2015 – Matthias Hangst: Wolkenflug (Carlos Gimino beim „High Diving“ bei der Schwimm-WM in Kasan 2015)
- 2016 – Lars Baron: Servus Schweini
- 2017 – Eberhard Thonfeld: Gegen den Strom (Schwimmer Christian Diener beim Training in einer Gegenstromanlage)
- 2018 – Alexander Hassenstein: Olympischer Goldflug (Ein Skispringer während der Nordischen Kombination bei den Olympischen Winterspielen Pyeongchang 2018)
- 2019 – Adam Pretty: Focus (Die Kletterin Amy Dunlop an einer Felswand in China)
- 2020 – Matthias Hangst: Lichtsprung (Snowboarder Ruka Hirano bei einem Trainingssprung vor atemberaubender Bergkulisse mit aufgehender Sonne)
- 2021 – Matthias Hangst: Pappkameraden (Namenloser Skispringer bei den Nordischen Ski-Weltmeisterschaften in Oberstdorf vor Zuschauern aus Pappe, da echte Menschen wegen der Corona-Epidemie nicht zugelassen waren)
- 2022 – Matthias Hangst: Unterwassershow (Start der Frauen bei den Triathlon-Europameisterschaften im Olympiapark in München.)
- 2023 – Alexander Hassenstein: Sunny Shiffrin (Mikaela Shiffrin, beim Weltcuprennen in Sölden im Oktober 2023.)